# 以色列民長存

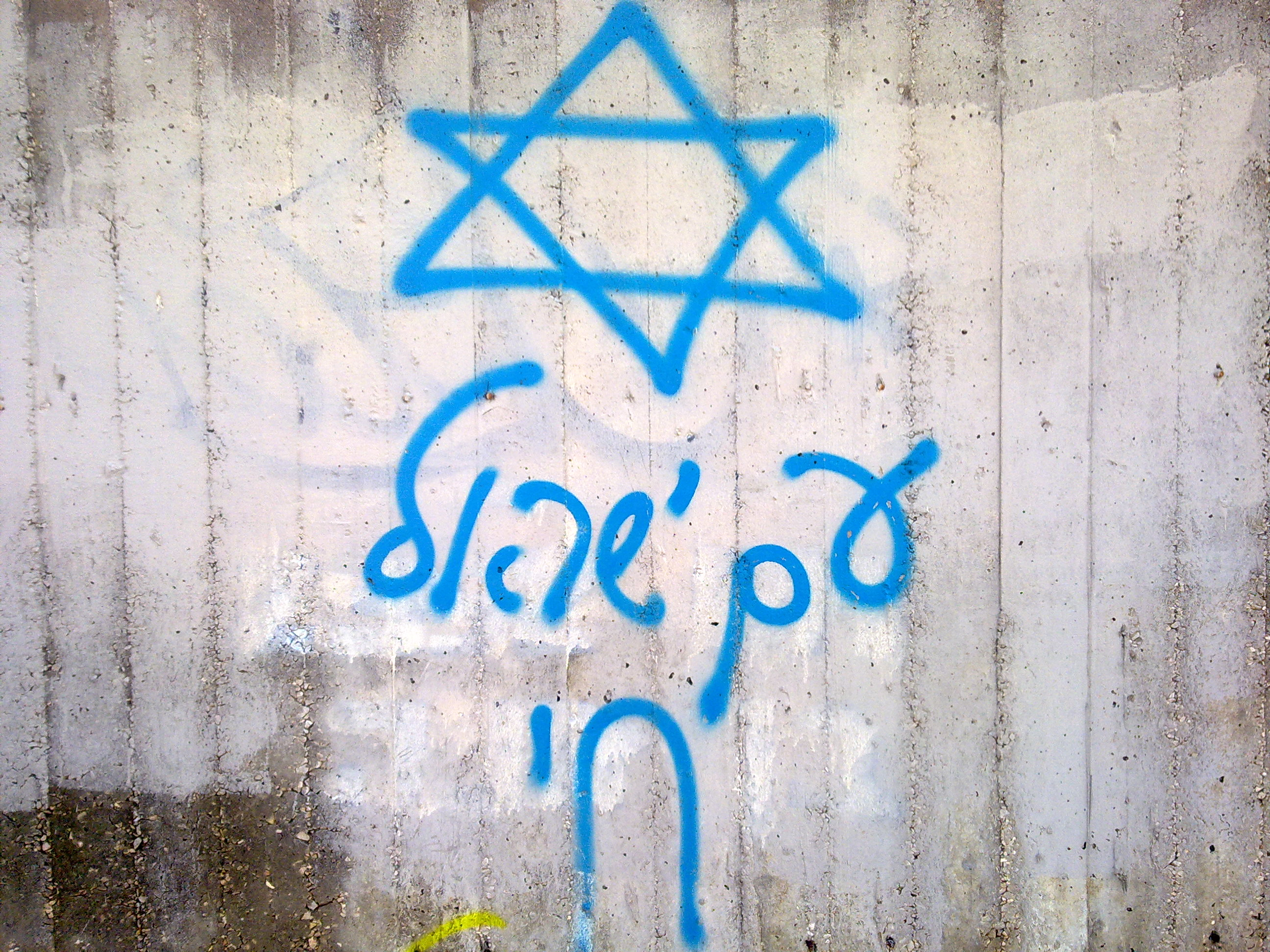
特拉維夫街頭塗鴉「以色列民長存」

以色列民長存（希伯來語：‎，羅馬化：Am Yisrael Chai）是猶太人的一個團結口號，用以表示猶太民族的延續性及對自身猶太身份之肯定。
該口號源自蘇聯猶太學生運動期間出現的歌曲：「天父長存！以色列民長存！」
全球猶太人經常使用該口號表達對以色列國的支持，例如在2023年以色列—哈馬斯戰爭期間。
2019年，猶太教學者阿諾‧艾森將「以色列民長存」稱為美國猶太人的「公民宗教」（civil religion）。